# 東北厚生局
東北厚生局（とうほくこうせいきょく）は、仙台市にある厚生労働省の地方支分部局。青森県、岩手県、宮城県、秋田県、山形県、福島県を管轄している。

## 組織
- 総務管理官
  - 総務課
  - 企画調整課
  - 年金管理課
- 健康福祉部
  - 健康福祉課
  - 医事課
  - 食品衛生課
  - 保険年金課
- 指導総括管理官
  - 管理課
  - 医療課
  - 調査課
  - 福祉指導課
  - 指導監査課
- 麻薬取締部
  - 調査総務課
  - 捜査課
  - 情報官
  - 鑑定官
- 社会保険審査官